# GothNet
Göteborg Energi Gothnet AB (kallas GothNet), är ett svenskt företag som är ett helägt dotterbolag till Göteborg Energi Aktiebolag. GothNet äger och driver ett stadsnät i Göteborgsregionen. GothNet är medlem i svenska stadsnätsföreningen.

## Stadsnätet
Stadsnätet kan grovt delas in i dessa delar:
- egna optofibernätet
- öppna stadsnätet (mer än 60000 hushåll är anslutna)
- Västgötaringen GothNet driver denna fiberring och når perifera orter som till exempel  Alingsås, Borås, Ulricehamn, Falköping, Skövde, Skara, Lidköping, Trollhättan och Stenungsund.

## Västlänken
GothNet samarbetar även med andra nätägare i projektet Västlänken.
Det är ett samarbete med stadsnätägare i västra Sverige. I dagsläget nås cirka hälften av Västra Götalands län samt de flesta kranskommuner till Göteborgs kommun till exempel 
- Kungälv (nätägare Kungälv energi)
- Partille (nätägare Partille Energi)
- Mölndal (nätägare Mölndal energi)
- Lerum (nätägare Lerum energi)